# Häradshövdingegästning
Häradshövdingegästning var i Sverige ett åliggande för ett tingslag att under ett dygn underhålla häradshövdingen och hans tjänare.